# John Waller (músico)
John Waller (Fayetteville, Georgia, Estados Unidos, 12 de diciembre de 1970) es un cantante y compositor estadounidense de música cristiana contemporánea.

## Biografía
John Waller nació en Fayetteville, Georgia, Estados Unidos, el 12 de diciembre de 1970 fue el cantante principal de una banda de finales de los años 90, según John, después de que renunció a la banda en 2001, se convirtió en un líder de adoración en South Link CPP (Iglesia Metodista Libre) en Colorado.  John también fue el líder de alabanza en la Iglesia Bautista New Hope en Fayetteville, Georgia.
John Waller sufrió por veinte años de una fuerte depresión por la que recibió medicación psiquiátrica.

"Viví veinte años de mi vida con depresión y medicación, hasta que Dios me liberó y me sanó"
Waller, CCM Magazine

Waller fue inspirado para ser cantante después de haber escuchado una canción de Steven Curtis Chapman.

### Vida personal
John, su esposa Josee y sus diez hijos residen actualmente en California. 
Tres de los diez hijos son tres hermanos, Max, Anya y Olga, adoptados en Ucrania. John cree que Dios lo llevó a adoptar a "Anna" (Anya) a través de señales y sueños. 
"John y Josee Waller, que viven en el condado de Coweta, recibieron la visita de dos niños en su hogar el verano pasado a través del programa Project One Forty Three. Max, de 14 años, y su hermana, Anya, de 9, vinieron de Ucrania para pasar varias semanas con los Waller, que decidieron adoptarlos". Concierto en beneficio de la adopción de Ucrania En el momento del anfitrión, John y Josee no sabían del tercer hermano. No fue hasta que decidieron adoptar a Anya y Max que se enteraron de Olga, quien había estado separada de su hermano y hermana durante siete años. 
Waller fue nombrado una de las 10 "Caras a observar" por Billboard en 2007.

## Carrera profesional
Después de haber sido descubierto por Mark Hall, cantante de Casting Crowns, en 2007, John firmó un contrato con el sello discográfico cristiano Beach Street y lanzó su álbum debut The Blessing en marzo de 2007, a los Su sencillo "While I'm Waiting" se convirtió en un éxito en las radios cristianas estadounidenses, siendo seleccionada después para aparecer en la banda sonora de la película Fireproof (Prueba de Fuego).
John ha completado su tercer álbum de estudio As for Me and My House, que fue publicado el 3 de mayo de 2011. El nuevo proyecto cuenta con 11 canciones, incluyendo el sencillo "As for Me and My House", que está inspirado en el verso bíblico Josué 24:15. El sencillo fue obsequiado gratuitamente en su sitio web oficial.
El álbum fue producido por Jason Hoard y es su primer trabajo con el sello discográfico City of Peace Records.
Waller viajó con las bandas Casting Crowns y Leeland en la primavera del tour The Altar and the Door que terminó el 31 de mayo de 2008. 

## Discografía
- The Blessing (2007)
- While I'm Waiting (2009)
- As For Me And My House (2011)
- Life is a Gift (2014)